# 巴格豪斯湖

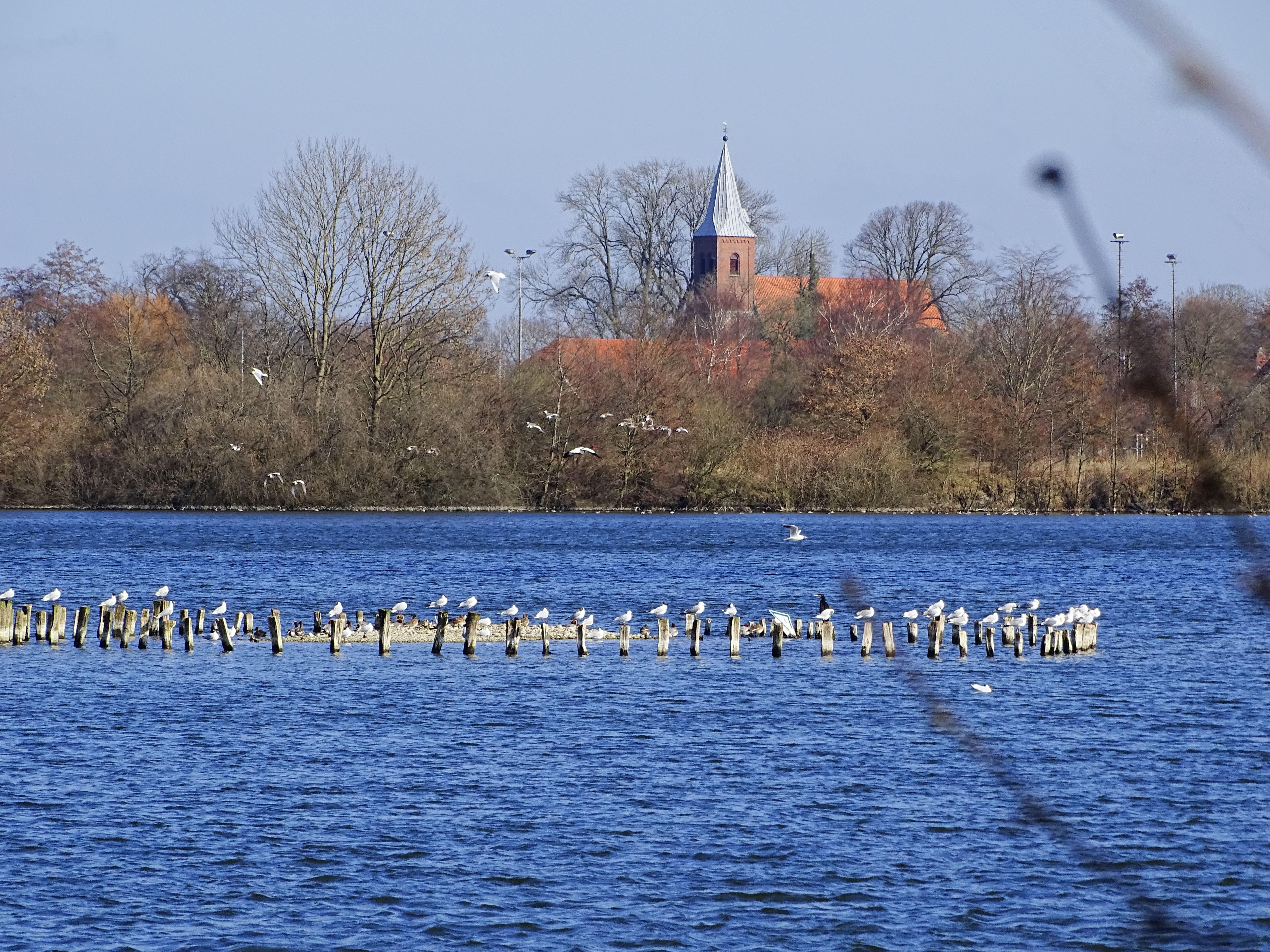

53°33′24″N 8°01′57″E / 53.55657°N 8.032376°E
巴格豪斯湖（德語：Barghauser See），是德國的湖泊，位於該國西北部，由下薩克森州負責管轄，處於威廉港，長0.5公里、寬0.4公里，面積0.14平方公里，海拔高度2米，最大水深20米。